# 차장
차장(次長, deputy director)은 어떤 기관이나 조직의 장(長)에 다음가는 직위 또는 그 직위에 있는 사람을 의미한다. 기관이나 조직의 장(長)을 보좌하는 2인자라는 의미에서 부장(副長)이라는 어휘로도 표현된다. 종종 부장(部長)과 과장(科長) 사이의 직책으로 여겨지기도 하는데, 이는 어떤 부서(部署)의 장(長)에 다음가는 직위임을 의미한다.

## 예시
국가안보실 차장, 대검찰청 차장검사, 국회사무처 차장, 합동참모차장 등의 관직이나 직위를 가리키는 표현에서 차장이라고 함은 이 뜻을 가리킨다.

## 같이 보기
- 차관
- 사무차관